# Championnat de Syrie de football 2015-2016
Navigation
Saison précédente Saison suivante
La saison 2015-2016 du Championnat de Syrie de football est la quarante-cinquième édition du championnat de première division en Syrie. Les vingt meilleurs clubs du pays sont répartis en deux poules géographiques où ils s'affrontent deux fois au cours de la saison, à domicile et à l'extérieur. Les trois premiers de chaque groupe s’affrontent ensuite au sein d’une poule pour le titre tandis que les deux derniers sont relégués en deuxième division.
C'est le club d'Al Jaish Damas, tenant du titre, qui remporte à nouveau le championnat après avoir terminé en tête de la poule finale, avec deux points d'avance sur Al Wahda Club et cinq sur Al Ittihad Alep. C’est le quatorzième titre de champion de Syrie de l'histoire du club.

## Les clubs participants
- Al-Karamah SC
- Al Ittihad Alep
- Hutteen SC
- Jableh SC
- Omayya SC - Promu de D2
- Al-Jehad SC Qamishli
- Al Taliya Hama
- Al Wahda Club
- Al-Nwa'ir
- Tishreen SC
- Al Jazeera Hasakah
- Al Majd Damas
- Al Shorta Damas
- Al Futuwa Deir ez-Zor
- Baniyas Refinery SC
- Al Muhafaza SC
- Al Wathba Homs
- Al Jaish Damas
- Al Nidhal Damas
- Hurriya SC - Promu de D2

## Compétition
Le barème utilisé pour établir les différents classement est le suivant :
- Victoire : 3 points
- Match nul : 1 point
- Défaite : 0 point

### Première phase
| Rang | Équipe             | Pts | J  | G  | N | P | Bp | Bc | Diff |
| ---- | ------------------ | --- | -- | -- | - | - | -- | -- | ---- |
| 1    | Al Jaish DamasT    | 41  | 16 | 13 | 2 | 1 | 28 | 9  | +19  |
| 2    | Al-Karamah SC      | 32  | 16 | 10 | 2 | 4 | 22 | 13 | +9   |
| 3    | Al Muhafaza SC     | 23  | 16 | 5  | 8 | 3 | 10 | 9  | +1   |
| 4    | Al Majd Damas      | 18  | 16 | 4  | 6 | 6 | 14 | 14 | 0    |
| 5    | Jableh SC          | 18  | 16 | 4  | 6 | 6 | 7  | 10 | -3   |
| 6    | Hutteen SC         | 17  | 16 | 4  | 5 | 7 | 12 | 17 | -5   |
| 7    | Al Taliya Hama     | 16  | 16 | 3  | 7 | 6 | 10 | 14 | -4   |
| 8    | Hurriya SCP        | 15  | 16 | 3  | 6 | 7 | 10 | 18 | -8   |
| 9    | Al Jazeera Hasakah | 11  | 16 | 1  | 8 | 7 | 9  | 18 | -9   |
| -    | Omayya SCP forfait |     |    |    |   |   |    |    |      |

| Rang | Équipe                | Pts | J  | G  | N | P  | Bp | Bc | Diff |
| ---- | --------------------- | --- | -- | -- | - | -- | -- | -- | ---- |
| 1    | Al Wahda ClubC        | 48  | 18 | 15 | 3 | 0  | 47 | 6  | +41  |
| 2    | Al Ittihad Alep       | 38  | 18 | 11 | 5 | 2  | 31 | 10 | +21  |
| 3    | Al Shorta Damas       | 37  | 18 | 10 | 7 | 1  | 31 | 11 | +20  |
| 4    | Tishreen SC           | 32  | 18 | 9  | 5 | 4  | 26 | 11 | +15  |
| 5    | Al Wathba Homs        | 22  | 18 | 6  | 4 | 8  | 19 | 24 | -5   |
| 6    | Al Futuwa Deir ez-Zor | 18  | 18 | 4  | 6 | 8  | 19 | 26 | -7   |
| 7    | Al-Nwa'ir             | 18  | 18 | 4  | 6 | 8  | 20 | 30 | -10  |
| 8    | Al Nidhal Damas       | 18  | 18 | 4  | 6 | 8  | 21 | 34 | -13  |
| 9    | Al-Jehad SC Qamishli  | 12  | 18 | 2  | 6 | 10 | 19 | 34 | -15  |
| 10   | Baniyas Refinery SC   | 2   | 18 | 0  | 2 | 16 | 6  | 53 | -47  |

### Seconde phase
Les équipes démarrent la seconde phase avec un bonus de points correspondant à leur classement à l'issue de la première phase :
- Premier : + 3 points
- Deuxième : + 2 points
- Troisième : + 1 point

| Rang | Équipe             | Pts | J | G | N | P | Bp | Bc | Diff |  | Résultats (▼ dom., ► ext.) | Jai | Wah | Itt | Kar | Sho | Muh |
| ---- | ------------------ | --- | - | - | - | - | -- | -- | ---- |  | -------------------------- | --- | --- | --- | --- | --- | --- |
| 1    | Al Jaish DamasT +3 | 16  | 5 | 4 | 1 | 0 | 12 | 3  | +9   |  | Al Jaish DamasT +3         |     |     | 6-0 | 1-0 |     |     |
| 2    | Al Wahda ClubC +3  | 14  | 5 | 3 | 2 | 0 | 10 | 3  | +7   |  | Al Wahda ClubC +3          | 1-1 |     |     | 4-1 | 3-1 |     |
| 3    | Al Ittihad Alep +2 | 11  | 5 | 3 | 0 | 2 | 4  | 9  | -5   |  | Al Ittihad Alep +2         |     | 0-2 |     | 2-1 |     | 1-0 |
| 4    | Al-Karamah SC +2   | 8   | 5 | 2 | 0 | 3 | 7  | 8  | -1   |  | Al-Karamah SC +2           |     |     |     |     | 3-1 | 2-0 |
| 5    | Al Shorta Damas +1 | 4   | 5 | 1 | 0 | 4 | 4  | 9  | -5   |  | Al Shorta Damas +1         | 1-2 |     | 0-1 |     |     | 1-0 |
| 6    | Al Muhafaza SC +1  | 2   | 5 | 0 | 1 | 4 | 1  | 6  | -5   |  | Al Muhafaza SC +1          | 1-2 | 0-0 |     |     |     |     |

|  | Qualification pour la Coupe de l'AFC 2017                      |
|  | Qualification pour la Coupe des clubs du monde arabe 2016-2017 |
|  | T : Tenant du titre C : Vainqueur de la Coupe de Syrie         |

## Bilan de la saison
| Championnat de Syrie de football 2015-2016                        |                            |
| Champion                                                          | Al Jaish Damas (14e titre) |
| Coupes et trophées                                                |                            |
| Vainqueur de la Coupe de Syrie 2015-2016                          | Al Wahda Club              |
| Qualifications continentales                                      |                            |
| Coupe de l'AFC 2017                                               | Al Jaish Damas             |
| Coupe de l'AFC 2017                                               | Al Wahda Club              |
| Coupe des clubs du monde arabe 2016-2017                          | Al Ittihad Alep            |
| Promotions et relégations                                         |                            |
| Promus en Syrian League                                           | Aucun                      |
| Relégués en Championnat de Syrie de football de deuxième division | Al Jazeera Hasakah         |
| Relégués en Championnat de Syrie de football de deuxième division | Omayya SC                  |
| Relégués en Championnat de Syrie de football de deuxième division | Al-Jehad SC Qamishli       |
| Relégués en Championnat de Syrie de football de deuxième division | Baniyas Refinery SC        |